# Harold Shipman
Harold Frederick Shipman (14 de enero de 1946-13 de enero de 2004) fue un médico británico y asesino en serie, acusado de matar y asesinar a más de 200 de sus pacientes, corroborado solamente en 15 de ellos en primera instancia y más tarde elevado a 218. Es conocido por ser el asesino en serie más prolífico de la historia.
En el año 2000, Shipman fue condenado a 12 cadenas perpetuas consecutivas por los asesinatos de 15 de sus pacientes.
Después del juicio, la policía siguió investigando, ya que se estimaba que Shipman podría haber llegado a matar a más de 500 pacientes, de los cuales el 80% de ellos eran mujeres. También las edades de las víctimas suponían un enigma para la policía, ya que la persona más joven que Shipman había matado de entre los 15 casos corroborados, era Peter Lewis de 41 años de edad. Finalmente, se cerró la investigación con el número oficial de 218 asesinatos altamente probables.
Muchas de las legislaciones británicas sobre medicina y cuidado médico fueron modificadas notablemente como resultado directo e indirecto de los crímenes de Shipman. Es el único médico británico que ha sido declarado culpable de asesinar a sus pacientes, aunque otros médicos han sido absueltos de crímenes similares o condenados por cargos menores.
Shipman murió el 13 de enero de 2004, un día antes de su 58 cumpleaños, ahorcándose en su celda en la prisión de Wakefield.

## Adolescencia y juventud
Harold Frederick Shipman nació en el Condado de Bestwood en Nottingham, Inglaterra. Era el segundo de los cuatro hijos de Harold Frederick Shipman (12 de mayo de 1914 - 5 de enero de 1985), un conductor de camiones y Vera Brittan (23 de diciembre de 1919 - 21 de junio de 1963).
Sus padres de clase obrera eran metodistas devotos. Al crecer, Shipman demostró ser un excelente jugador de rugby en las ligas juveniles. Se destacó como corredor y en su último año en la escuela, sirvió como vice-capitán del equipo de atletismo. Shipman estaba particularmente unido a su madre, que murió de cáncer de pulmón cuando tenía diecisiete años. De hecho la muerte de su madre devino de una manera muy similar a lo que más tarde se convirtió en su propio modus operandi: en la última etapa de su enfermedad, ella recibía la morfina administrada en casa por un médico.
El 5 de noviembre de 1966, Shipman se casó con Primrose May Oxtoby. Tuvieron cuatro hijos.
Shipman estudió medicina en la Escuela de Medicina de Leeds y se graduó en 1970. Comenzó a trabajar en Pontefract General Infirmary en Pontefract, Yorkshire oeste, y en 1974 obtuvo su primer puesto como médico general en el Centro Médico Abraham Ormerod en Todmorden, al oeste de Yorkshire. En 1975, fue capturado falsificando prescripciones de petidina para su propio uso. Le multaron con 600 libras y fue obligado a asistir a una clínica de rehabilitación de drogas en York. Fue médico de cabecera en el centro médico de Donneybrook ubicado en Hyde cerca de Mánchester, en 1977.
Shipman continuó trabajando como médico en Hyde durante la década de los '80, hasta que en 1993 fundó su propia clínica en Market Street, deviniendo como un miembro respetado dentro de la comunidad. 
En marzo de 1998, la Doctora Linda Reynolds que trabajaba en la clínica Brooke Surgery en Hyde, justo enfrente de la clínica de Shipman, fue a visitar a John Pollard, el forense de distrito de South Manchester, preocupada por los altos índices de mortalidad entre los pacientes de Shipman. En particular destacaba el gran número de incineraciones realizadas, de expacientes de Shipman, en su mayoría mujeres mayores. El caso fue tomado en consideración por la policía, quien no tuvo, en primera instancia, suficientes pruebas como para arrestar a Shipman y levantar cargos contra él (en la investigación posterior sobre los crímenes de Shipman, culparían a la policía por asignar oficiales inexpertos al caso). Entre el 17 de abril de 1998, cuando la policía abandonó la investigación y la eventual detención de Shipman, éste mató a tres personas más. La última fue Kathleen Grundy, una anciana de Hyde. El 24 de junio de 1998 murió en su casa. La última persona en verla con vida había sido el doctor Shipman, quien luego firmaría su certificado de defunción.
La hija de Grundy, la abogada Angela Woodruff, quedó consternada cuando el abogado de su madre, Brian Burguess, le informó que la última voluntad de su madre había sido desheredarla, donando el total de su herencia, 386.000 libras esterlinas, a Harold Shipman. Woodruff denunció el hecho en la policía. El cuerpo de Grundy fue exhumado y examinado y se le encontraron niveles elevados de morfina. Con estas pruebas, Shipman fue finalmente arrestado el 7 de septiembre de 1998.
Tras este suceso, la policía comenzó a examinar otras muertes certificadas por Shipman y elaboró una lista de 15 muertes sujetas a investigación. En los 15 casos, hubo sobredosis de morfina y los certificados de defunción estaban firmados por Shipman.

## Juicio y encarcelamiento
El juicio de Shipman, cuyo juez fue Mr. Forbes, comenzó el 5 de octubre de 1999. Shipman fue procesado por las muertes de Marie West, Irene Turner, Lizzie Adams, Jean Lilley, Ivy Lomas, Jermaine Ankrah, Muriel Grimshaw, Marie Quinn, Kathleen Wagstaff, Bianka Pomfret, Naomi Nuttall, Pamela Hillier, Maureen Ward, Winifred Mellor, Joan Melia y Kathleen Grundy, ocurridas entre 1995 y 1998.
El jurado deliberó 6 días y Shipman fue condenado el 31 de enero de 2000 por el asesinato de 15 de sus pacientes, a los que mató con inyecciones letales de morfina. El juez lo condenó a 15 cadenas perpetuas consecutivas y recomendó que nunca fuese liberado. Dos años después, el entonces Secretario de Gobierno David Blunkett, aceptó la sentencia, justo meses antes de que el gobierno británico perdiera el poder de fijar las sentencias mínimas de los asesinos.
En febrero de 2002, Harold Shipman fue expulsado del Registro Nacional de Médicos británicos.
Shipman negó insistentemente su culpabilidad y nunca hizo declaraciones sobre sus actos. Su defensa intentó, en vano, que no se le procesara por el asesinato de la señora Grundy, alegando que no había motivos suficientes para inculpar a Shipman. Su esposa, Primrose, mantuvo firmemente la inocencia de su esposo, incluso después de su condena.
Shipman es el único médico en la historia de la medicina británica encontrado culpable de asesinar a sus pacientes. El Dr. John Bodkin Adams fue acusado en 1957 de haber matado a 160 de sus pacientes durante un período de diez años y "posiblemente fue un antecedente para Shipman", pero fue absuelto.

## Suicidio
Shipman se ahorcó en su celda en la prisión de Wakefield a las 06:20 el 13 de enero de 2004, en vísperas de su 58 cumpleaños, y fue declarado muerto a las 08:10. Una declaración del Servicio Penitenciario indicaba que Shipman se había colgado de las barras de la ventana de su celda usando sábanas. Algunos tabloides británicos expresaron alegría por su suicidio y alentaron a otros asesinos en serie a seguir su ejemplo; The Sun fue criticado por publicar la noticia en su página principal en tono festivo, se podía leer "Ship Ship hooray!"
Sin embargo, las familias de las víctimas expresaron su decepción, dado que con la muerte de Shipman nunca obtendrían la respuesta al por qué de los asesinatos de sus parientes. El secretario del Interior, David Blunkett, señaló que la celebración era tentadora, diciendo: "Te despiertas y recibes una llamada diciéndote que Shipman se ha ahorcado y piensas, ¿es demasiado pronto para celebrar?, y entonces descubres que todo el mundo está muy molesto con él".
El motivo del suicidio de Shipman nunca se aclaró, aunque según informes él había dicho a su oficial de libertad condicional que estaba considerando suicidarse para asegurar la seguridad financiera de su esposa después de que le despojaron de su pensión del National Health Service (NHS). Primrose Shipman recibió una pensión completa del NHS, a la que no habría tenido derecho si Shipman hubiera cumplido los 60 años de edad. El estudiador de perfiles del FBI John Douglas ha afirmado que los asesinos en serie están obsesionados con la manipulación y el control, y que suicidarse en la cárcel bajo custodia policial es su gesto final de control.

## Después del suicidio
No se sabe ni cuando empezó Shipman a asesinar pacientes ni cuántos mató. Un informe hecho en julio de 2002 sobre las actividades de Shipman concluyó que había matado a por lo menos 215 pacientes entre 1975 y 1998, durante su estancia en Todmorden, al oeste de Yorkshire (1974-1975) y Hyde, Chesire (1977-1998). La jueza Janet Smith dijo que muchas otras muertes sospechosas no podían atribuirse directamente a él. La mayoría de las víctimas eran mujeres mayores que gozaban de buena salud, según los informes presentados después de su juicio.
En el sexto y final informe, publicado el 27 de enero de 2005, Smith reveló que creía que Shipman había matado a tres pacientes, y que tenía serias sospechas acerca de cuatro muertes más, entre ellas la de una niña de cuatro años de edad, al inicio de su carrera médica en el hospital general de Pontefract (oeste de Yorkshire). Smith concluyó que el número probable de las víctimas de Shipman entre 1971 y 1998 era de 250. En total, 459 personas murieron mientras estaban bajo su cuidado. Es incierto cuántos de éstos eran víctimas de Shipman, pues él era a menudo la única persona que certificaba las muertes.
La investigación sobre Shipman también incluyó cambios en la estructura del consejo médico general.
Seis médicos que habían firmado cremaciones de víctimas de Shipman fueron acusados de mala práctica por el consejo médico general, que declaró que ellos debían haber notado el patrón de visitas que Shipman efectuaba con sus pacientes antes de que éstos murieran. Finalmente los médicos fueron absueltos de culpa y cargo. La viuda de Shipman, Primrose Shipman, fue citada para dar testimonio acerca de dos de las muertes durante la investigación. Mantuvo su inocencia y también la inocencia de su esposo.
En octubre de 2005, una audiencia similar fue llevada a cabo contra dos médicos que trabajaron en el hospital general de Tameside en 1994, y que no detectaron que Shipman administraba dosis brutales de morfina a sus pacientes.
En 2005 se divulgó que Shipman pudo haber robado joyas de sus víctimas por un valor de £10 000 que habían sido encontradas en su garaje en 1998, y en marzo de 2005, con Primrose Shipman presionando para que le sean devueltas, la policía escribió a las familias de las víctimas de Shipman para que las identificaran.
Los artículos no identificados se entregaron en mayo. En agosto la investigación terminó devolviendo 66 piezas a Primrose Shipman mientras que el resto, 33 piezas que ella confirmó que no eran suyas, fueron subastadas. Los ingresos de la subasta fueron donados a la Fundación de Apoyo a las Víctimas de Tameside. La única pieza que fue identificada como patrimonio de una de las familias afectadas fue un anillo que fue identificado a través de pruebas fotográficas.
Un jardín en memoria a las víctimas de Shipman, llamado el Jardín de la Tranquilidad fue abierto en Hyde Park el 30 de julio de 2005.
A principios de 2009, las familias de las víctimas de Shipman seguían buscando una indemnización por la pérdida de sus familiares. En septiembre de 2009 se anunció que las cartas escritas por Shipman durante su condena de prisión iban a ser subastadas, pero tras las denuncias de los familiares de las víctimas y los medios de comunicación, las cartas fueron retiradas de la venta.

## En los medios
Harold y Fred (They Make Ladies Dead) fueron unas historietas cómicas publicadas por Viz en 2001, en la que también aparecía el asesino inglés Fred West y que fueron duramente cuestionadas por las familias de las víctimas.
En 2002 se emitió una dramatización televisiva del caso, llamada Shipman, con James Bolam como Harold Shipman.
En un episodio de la serie televisiva La Ley y el Orden, llamado "D.A.W.N", los detectives Robert Goren y Alexandra Eames investigan a un doctor sospechoso de ser un asesino en serie. Muchos de los aspectos del episodio hacen referencia a Shipman, como la drogadicción del personaje en su juventud y la cantidad de muertes de las que se le acusaba. En la parte final del episodio, cuando se confronta al sospechoso con las pruebas, aparece un hombre con barba gris y anteojos, muy parecido a Shipman. El episodio también incluye irónicamente a un personaje llamado "Hal Shipman".
The Fall y Jonathan King han hecho canciones referentes a Shipman. La canción de King ha sido muy polémica, ya que 6 meses después los medios la tomarían como medio de defensa hacia Shipman impulsando a los oyentes a no culpar a alguien por influencia de los medios de comunicación.